# Televidente (canción)
«Televidente» es una canción de la banda peruana de rock, Rio, considerado un clásico por la banda. Fue lanzado como el segundo sencillo de la banda en 1985. La canción forma parte de su primer álbum, Lo Peor de Todo, lanzado en 1986.

## Historia
La canción habla sobre el fenómeno de la televisión como medio masivo de comunicación y consumo, derivándose incluso en la adicción y en la manipulación de la audiencia mediante los mensajes presentados en los programas y la publicidad, de tal manera que el público consumirá lo que ve en la televisión independientemente del contenido. Esto se refleja irónicamente en la frase "Televidente, sentado aunque no haya corriente".
Al inicio de la canción, se pueden escuchar fragmentos de diferentes programas, comerciales o identificadores de la televisión peruana de la época, entre ellas el jingle Nos Estamos Viendo de Panamericana Televisión o el comercial 'Chaca Chaca' del detergente Ariel. Otras tomas visuales de la programación y publicidad de la época son mostradas en el videoclip de la canción de las cuales hoy en día algunas se encuentran en YouTube y las restantes serían material perdido conocido en el ámbito cibernetico como Lost media.
En una entrevista con el diario peruano, Gestión, Pocho Prieto, cantante y guitarrista de Rio, habló sobre el éxito de una de sus mejores canciones, ‘Televidente’, que empezó a sonar en las radios nacionales.

«“Tocamos la puerta de una radio con la cinta de ‘Televidente’. Por suerte, tuvimos acceso con el programador de la radio, el señor Tito Liu, quien nos recibió muy amablemente”»
, sostuvo el cantante.

«“Tito nos dijo: ‘a ver, muchachos, qué cosa han hecho’. Puso la cinta y luego de 15 segundos la paró, levantó el teléfono y llamó a Mario Jiménez Paz, que también era programador. Le dijo: ‘Mario, ven’. Los dos se sentaron y escucharon ‘Televidente’ y se miraban. Nosotros estábamos ahí parados”»
, agregó.

También contó que a los productores les fascinó ‘Televidente’, por lo que lanzaron una propuesta.

«“Al rato, Tito dijo: ‘bueno, muchachos, les vamos a proponer tocar su canción en exclusiva durante dos semanas y nosotros la vamos a poner en la radio cada dos horas, pero no vamos a decir que ustedes son peruanos’'»
, manifestó Pocho Prieto.

El vocalista de la banda rememoró el éxito inmediato que logró la canción ‘Televidente’, que alcanzó en los primeros puestos de las radios locales de Lima, traspasando fronteras.

## Otras versiones
- En 2018, se realiza una nueva versión de esta canción para la telenovela musical Cumbia pop, cantada por Elisa Tenaud y Erick Elera.